# General Simón Bolívar
General Simón Bolívar é um município do estado de Durango, no México.